# Chananja ben Aqaschja
Rabbi Chananja ben Aqaschja (auch: Akaschja) war ein früher Tannait und Zeitgenosse des Rabbi Akiba.
Laut Avot (I, 18, in anderen Textausgaben gleichlautend VI., 11, womit Avot abschließt) soll er u. a. (mit Bezug auf Jesaja 42,21) gelehrt haben:
 ... der Heilige, gelobt sei er, wollte Israel veredeln, deshalb mehrte er ihnen Lehre und Gesetze.
Damit soll gesagt sein, dass religiöse und ethische Vorschriften nicht zum Nutzen Gottes erlassen wurden, sondern zum Nutzen und Heil derjenigen, die sie befolgen. Auch solche Verhaltensvorschriften seien zum religiösen Gebot gemacht worden, deren Einhaltung allein schon die Vernunft geboten hätte – um auch dafür diejenigen belohnen zu können, die die Gebote beachten.
Diskutiert wird, ob diese Mischna nicht einen Fremdkörper innerhalb von Avot darstellt (durch editio separata in die Mischna und von dort in die Talmud-Ausgaben gelangt) und es sich nicht vielmehr (ausschließlich?) um die letzte Mischna des Traktats Makkot (III., 16) handelt (die häufig in der Synagoge und bei öffentlichen Lehrvorträgen zur zusätzlichen Motivation der Gesetzestreuen zitiert wird).
| Personendaten    | Personendaten         |
| ---------------- | --------------------- |
| NAME             | Chananja ben Aqaschja |
| KURZBESCHREIBUNG | Rabbi (Tannait)       |
| GEBURTSDATUM     | 1. Jahrhundert        |
| STERBEDATUM      | 2. Jahrhundert        |